# 冷気柴客
冷気柴客（れいき さいきゃく）は、台湾鉄路管理局でかつて運行していた列車種別のひとつ。2006年11月に廃止され、電聯車とともに区間車・区間快車に種別が統合された。
冷気はクーラー、柴客は気動車を指す。
1998年12月に西部幹線の普通車（冷房未搭載）に代わり新設された列車種別で、これにより西部幹線では全車両にクーラーが導入された。停車駅は普通車・と同様各駅停車で運行されたが、クーラー搭載のため運賃はそれらより高く、優等列車の復興号と同額にされた。

## 車両
日本車両製DR1000型気動車（1998年12月に列車種別が新設されると同時に運用開始）

## 営業区間
運用廃止の時点では、主として支線にて運用されていた。
- 平渓線 三貂嶺駅 - 菁桐駅（多くの列車は瑞芳駅まで乗り入れていた）
- 内湾線 新竹駅 - 内湾駅
- 集集線 二水駅 - 車埕駅（一部の列車は台中駅や彰化駅まで乗り入れていた）